# لي بلاكبيرن
لي بلاكبيرن (بالإنجليزية: Lee Blackburn)‏ (1 أكتوبر 1985 - ) هو لاعب كرة قدم بريطاني في مركز الوسط. لعب مع كامبريدج يونايتد.

## وصلات خارجية
- لي بلاكبيرن على موقع قاعدة بيانات كرة القدم.إي يو (الإنجليزية)